# 256 a.C.
Il 256 a.C. (CCLVI a.C. in numeri romani) è un anno  del III secolo a.C.

## Eventi
- Luoyang, dopo una debole resistenza, cede alle armate dei Qin, ponendo fine al regno dell'imperatore Zhou Nan Wang. Nonostante sia stato designato Dong Zhou Hui Wang come successore, tradizionalmente nella Storia cinese si considera che questa sia la fine della Dinastia Zhou orientale.
- Prima guerra punica:
  - Nella Battaglia di Capo Ecnomo, i Romani sconfiggono una flotta cartaginese comandata da Amilcare e Annone che cerca di bloccare una invasione romana dell'Africa guidata da Marco Atilio Regolo.
  - Nella Battaglia di Adys, i Romani comandati da Atilio Regolo sconfiggono i cartaginesi sul suolo africano.

## Nati
- Gao Zu, imperatore cinese († 195 a.C.)

## Morti
- Quinto Cedicio, politico romano